# Fuxing (socken i Kina, Inre Mongoliet, lat 40,94, long 107,94)
Fuxing (kinesiska: 复兴, 复兴乡) är en socken i Kina. Den ligger i den autonoma regionen Inre Mongoliet, i den norra delen av landet, omkring 310 kilometer väster om regionhuvudstaden Hohhot.
Genomsnittlig årsnederbörd är 251 millimeter. Den regnigaste månaden är juni, med i genomsnitt 65 mm nederbörd, och den torraste är januari, med 1 mm nederbörd.